# Championnat d'Europe féminin de rink hockey
Pour les articles homonymes, voir Championnat d'Europe de rink hockey.
Le championnat d'Europe féminin de rink hockey est une compétition de rink hockey  au cours de laquelle s'affrontent les équipes nationales féminines de pays européens. Il a lieu tous les deux ans et est organisé par le Comité européen de rink hockey.

## Palmarès
Le tableau ci-après donne le palmarès du championnat d'Europe depuis sa création en 1991.
La 14e édition se déroule en 2018 et non en 2017, en raison du décalage d'une année du championnat du Monde. Ce décalage permet au championnat du monde féminin et masculin de se tenir simultanément alors qu’auparavant, ces deux compétitions se déroulaient en alternance.
| Édition | Année | Lieu                          | Vainqueur | Finaliste  | Troisième | Quatrième  |
| -       | 1989  | Eldagsen, Allemagne           | Pays-Bas  | Angleterre | Allemagne | Italie     |
| 1       | 1991  | Genève, Suisse                | Italie    | Pays-Bas   | Espagne   | Angleterre |
| 2       | 1993  | Molfetta, Italie              | Italie    | Espagne    | Pays-Bas  | Portugal   |
| 3       | 1995  | Oviedo, Espagne               | Espagne   | Italie     | Suisse    | Allemagne  |
| 4       | 1997  | São João da Madeira, Portugal | Portugal  | Italie     | Espagne   | Pays-Bas   |
| 5       | 1999  | Springe, Allemagne            | Portugal  | Espagne    | Allemagne | Italie     |
| 6       | 2001  | Molfetta, Italie              | Portugal  | Espagne    | Italie    | Allemagne  |
| 7       | 2003  | Coutras, France               | Allemagne | Espagne    | Portugal  | France     |
| 8       | 2005  | Mira, Portugal                | France    | Portugal   | Espagne   | Allemagne  |
| 9       | 2007  | Alcorcón, Espagne             | Allemagne | Espagne    | Portugal  | France     |
| 10      | 2009  | Saint-Omer, France            | Espagne   | France     | Allemagne | Portugal   |
| 11      | 2011  | Wuppertal, Allemagne          | Espagne   | Portugal   | Allemagne | France     |
| 12      | 2013  | Mieres, Espagne               | Espagne   | Portugal   | Italie    | France     |
| 13      | 2015  | Matera, Italie                | Espagne   | Portugal   | Italie    | Allemagne  |
| 14      | 2018  | Mealhada, Portugal            | Espagne   | Portugal   | Italie    | France     |
| 15      | 2021  | Luso, Portugal                | Espagne   | Portugal   | Italie    | France     |
| 16      | 2023  | Olot, Espagne                 | Espagne   | Portugal   | Italie    | France     |

## Bilan
L'Espagne a le meilleur palmarès dans cette compétition avec huit titres dont sept consécutifs en seize éditions. Quatre autres sélections ont gagné au moins une fois le championnat. Il s'agit du Portugal, de l'Italie, l'Allemagne et la France. Une autre équipe est parvenue en finale, les Pays-Bas.
| Rang | Équipe    | Titres | Finales perdues |
| 1    | Espagne   | 8      | 5               |
| 2    | Portugal  | 3      | 7               |
| 3    | Italie    | 2      | 2               |
| 4    | Allemagne | 2      | 0               |
| 5    | France    | 1      | 1               |
| 6    | Pays-Bas  | 0      | 1               |

## Classement
Le Comité européen de rink hockey établit en 2006 un classement de toutes les éditions du championnat d'Europe depuis sa création jusqu'à l'année 2006. À chaque place obtenue à un championnat est attribué un nombre de points : 13 points pour une 1e place, 11 pour une 2e, 9 pour une 3e, 7 pour une 4e, 6 pour une 5e, 5 pour une 6e, 4 pour une 7e, 3 pour une 8e, 2 pour une 9e, et 1 point pour un classement à partir de la 10e place. Après l'édition de 2015, le classement est actualisé selon la même méthode.
| Rang | Équipe     | Participations | 1er | 2e | 3e | 4e | 5e | 6e | 7e | 8e | 9e | Points |
| 1    | Espagne    | 13             | 5   | 5  | 3  | 0  | 0  | 0  | 0  | 0  | 0  | 147    |
| 2    | Portugal   | 13             | 3   | 4  | 2  | 2  | 1  | 1  | 0  | 0  | 0  | 126    |
| 3    | Allemagne  | 12             | 2   | 0  | 4  | 4  | 1  | 1  | 0  | 0  | 0  | 101    |
| 4    | France     | 11             | 1   | 2  | 0  | 5  | 2  | 0  | 0  | 2  | 0  | 88     |
| 5    | Italie     | 9              | 2   | 2  | 3  | 1  | 0  | 1  | 0  | 0  | 0  | 87     |
| 6    | Suisse     | 11             | 0   | 0  | 1  | 0  | 4  | 3  | 3  | 0  | 0  | 60     |
| 7    | Angleterre | 10             | 0   | 0  | 0  | 1  | 3  | 3  | 3  | 0  | 0  | 52     |
| 8    | Pays-Bas   | 5              | 0   | 1  | 1  | 1  | 2  | 0  | 0  | 0  | 0  | 39     |
| 9    | Autriche   | 1              | 0   | 0  | 0  | 0  | 0  | 0  | 0  | 0  | 1  | 2      |
| 10   | Suède      | 1              | 0   | 0  | 0  | 0  | 0  | 0  | 0  | 0  | 1  | 2      |